# Анно (епископ Фрайзинга)
Анно (нем. Anno; умер 9 октября 875, Фрайзинг) — епископ Фрайзинга с 854 года.

## Биография
Предполагается, что Анно был членом одной из знатных баварских семей, однако из какой именно, точно неизвестно. Можно утверждать только то, что это не был род Хуоси. В качестве возможного выдвигается предположение, что отцом Анно мог быть граф Гельмуни, владения которого находились вблизи Дорфена. В этом случае одним из близких родственников Анно мог быть архиепископ Зальцбурга Арн.
О ранних годах жизни Анно известно очень мало. Возможно, что он идентичен одноимённому нотарию, упомянутому в документе 830 года.
Анно был избран клиром и мирянами главой Фрайзингской епархии после смерти Эрханберта, скончавшегося 1 августа 854 года, и его кандидатура была одобрена королём Восточно-Франкского государства Людовиком II Немецким. Таким образом прервалась почти вековая традиция, по которой епископскую кафедру во Фрайзинге занимали только выходцы из знатного баварского рода Хуоси. Церемония интронизации Анно состоялась 23 февраля 855 года.
Анно удалось значительно расширить земельные владения Фрайзингской епархии. Так, в 856 году под его контроль перешёл Тойгн, торговый порт на реке Дунай, и селение Ленгфельд.
Стремясь закрепить права своей епархии на окормление живших на её землях славян, Анно выступил одним из наиболее непримиримых противников святого Мефодия. Епископ Фрайзинга как главный гонитель «апостола славян» упоминается в одном из посланий папы римского Адриана II. По повелению своего митрополита, архиепископа Зальцбурга Адальвина, Анно в 870—873 годах держал Мефодия в заключении, и освободил того только после настоятельных просьб папы Иоанна VIII.
В 868 году Анно участвовал в проведённом в Вормсе церковном соборе.
При Анно значительно возросло значение Фрайзинга как одного из культурных центров Восточно-Франкского королевства. Около 860 года по повелению Анно во Фрайзинге началось строительство нового кафедрального собора. Анно много времени уделял попечению о скриптории и библиотеке, существовавших при его резиденции, а также проявлял большой интерес к созданию органов и сочинению органной музыки. В написанном епископу Фрайзинга в 873 году послании папа Иоанн VIII просил Анно отправить в Рим орган, органных дел мастера и человека, сведущего в игре на этом музыкальном инструменте.
Епископ Анно умер 9 октября 875 года. Новым главой епископской кафедры Фрайзинга стал его племянник Арнольд. Таким образом, во Фрайзингской епархии при выборах нового предстоятеля снова возобладали традиции непотизма.